# Castillo de Baruth
El castillo de Baruth (Schloß Baruth) está situado en Baruth/Mark (distrito de Teltow-Fläming) al sur del Estado de Brandeburgo.

## Historia
En este lugar se situaba una fortaleza con fecha de 1147, construida por los caballeros de Slevin (ancestros de los Schlieben y de los Schlieffen), destruida durante la Guerra de los Treinta Años. La familia von Schlieben moró en el castillo hasta 1582. Después fue adquirido así como sus territorios por los condes de Solms en 1596 quienes ya eran propietarios del señorío de Sonnenwalde. El conde Otto zu Solms y sus descendientes gozaban de altos puestos en la corte de Sajonia en Dresde. También poseían Mahlsdorf y Zesch.
Un pequeño castillo, llamado hoy en día Frauenhaus (casa de las damas) fue construido en 1671. Se halla a mano derecha del castillo actual. Fue engrandecido en los decenios siguientes, después el conde Friedrich Gottlob Heinrich zu Solms-Baruth (1752-1787) hizo construir un pabellón barroco, sirviendo de orangerie, terminado en 1775 y engrandecido más tarde para convertirse en residencia de maestros. Engrandeció todavía una ala este a principios del siglo XIX (parte habitada por la familia zu Solms) y oeste en 1912-1913. El parque romántico fue creado en 1838 según un plan del célebre Peter Joseph Lenné.
El gobierno de Brandeburgo ha participado en la financiación de la restauración del castillo en 2008 que ha costado un millón de euros.